# Dècada del 980 aC
La dècada del 980 aC comprèn el període que va des de l'1 de gener del 989 aC fins al 31 de desembre del 980 aC.

## Esdeveniments
- 984 aC - Osorkon el Vell succeeix a Amenemope com a faraó d'Egipte.
- 982 aC - Fi del primer període (1197-982 aC) segons el concepte del Yijing i de la història de Shao Yong.